# Myrmicocrypta guianensis
Myrmicocrypta guianensis är en myrart som beskrevs av Weber 1937. Myrmicocrypta guianensis ingår i släktet Myrmicocrypta och familjen myror. Inga underarter finns listade i Catalogue of Life.